# Международен съюз за защита на природата
Международният съюз за защита на природата и природните ресурси (International Union for Conservation of Nature, IUCN) е международна природозащитна организация, която се грижи за опазването на природните ресурси.
Основана е през 1948 г. и централата ѝ се намира в Глан, кантон Во, Швейцария. Обединява 83 държави членки, 108 правителствени агенции, 766 неправителствени организации и десетки хиляди експерти и учени от цял свят.
Основната цел на този съюз е да поощрява и подпомага обществата по света при опазването на целостта и разнообразието в природата и да гарантира, че всяка употреба на природни блага е справедлива и еко-устойчива. В съюза съществуват различни видове програми, които се координират от Централен секретариат. Грижи се за представянето на членовете в световните форуми, осигурява им стратегии, услуги, научни данни и техническа подкрепа за осъществяване на техните цели.

## Комитет по обучение и комуникация
Има голямо значение за Международния съюз за защита на природата. Той е сред работещите комитети на глобално ниво.
Представлява световна мрежа от експерти по обучение и комуникации в областите околна среда и устойчиво развитие. Главно се занимава с развиването на програми за изграждането на капацитет в комуникациите в сферата на околната среда. Съставен е от доброволци, които подпомагат съюза със своите знания и квалификации при провеждане на политиката му в областта на образованието и комуникациите, както и при ефективното управление и оценка на образователните програми.

## Комитет по околна среда, икономика и социална политика
Този комитет допринася за осъществяване на програмата и мисията на съюза чрез работата си основно в 5 аспекта:
- Управление на природни ресурси;
- Устойчиво съществуване;
- Околна среда и сигурност;
- Околна среда, търговия и инвестиции;
- Тематична работна група за местни жители и общности, равенство и защитени територии.

Включва интердисциплинарна мрежа от професионалисти, които отговарят на въпроси във връзка с екологични, икономически, социални и културни фактори, засягащи проблеми от сферата на естествените ресурси и биологичното разнообразие. Неговата основна цел е да осигурява насоки и подкрепа за ефективни политики и практики за опазване на околната среда и устойчивото развитие.

## Комитет по управление на екосистемите
Цели да свърже науката с обществото и управлението на екосистемите, като по този начин да помогне на Международния съюз за защита на природата. Работи по Конвенциите по биологично разнообразие, устойчиво развитие и борба с опустиняването, както и Рамсарската конвенция за влажни зони с международно значение.
Известен е с това, че допринася за последните открития в науката по екосистемите, за да бъдат приложими и достъпни за хората, взимащи решения и управляващи природните ресурси.

## Комитет по опазване на видовете
Доближава 7000 доброволни члена, работещи почти във всяка страна по света. Те са предимно природни изследователи, правителствени власти, ветеринари, специалисти, работещи в зоологически градини, морски биолози, специалисти, участващи в управлението на природозащитни паркове и специалисти по орнитология, бозайна фауна, ихтиология, херпетология, ботаника и ентомология. По-голямата част от тези членове са разпределени в над 120 групи от специалисти, като една част от тях глвано се занимава с определени групи растения и животни, докато другата част с тематичните проблеми.
Дейности на комитета:
- осигурява технически и научен съвет на правителства, международни договорености по околна среда, консервационни организации;
- публикува планове за действие, бюлетини и ръководства;
- съставя Червения списък на IUCN на защитените видове;
- набира средства и провежда изследвания;
- прилага консервационни проекти;
- организира семинари.

Това е най-големият комитет, както и главен източник на информацията за членовете на съюза за техническите аспекти на опазването на видовете. Целта му е да съсредоточи усилията на консервационната общност към опазване на видовете, особено видове, застрашени от изчезване или от значение за живота на хората.
Комитетът издава периодично т.нар. „Червен списък на световнозатрашените видове на IUCN“ (IUCN Red List of Threatened Species), който представлява международно признатата и най-често цитирана Червена книга на световнозастрашените видове.
Червеният списък на световно застрашените видове на IUCN (известен и като Световната червена книга) e най-пълната и международно призната инвентаризация на природозащитния статус на животинските и растителните видове.
Той е сздаден, за да предвиди относителния риск от изчезване и основната му цел е да открои таксоните застрашени от изчезване на светоно ниво. Освен това той е основен източник на информация за таксономичната принадлежност и състоянието на застрашеност и разпространение на таксоните, включени в списъка и оценени според критериите и категориите на Червения списък.
Този списък включва следните основни категории природозащитен статус:
- Изчезнал (EX/Extinct)
- Изчезнал в природата (EW/Extinct in the Wild)
- Критично застрашен (CR/Critically Endangered)
- Застрашен (EN/Endangered)
- Уязвим (VU/Vulnerable)
- Потенциално застрашен (NT/Near Threatened)
- Незастрашен (LC/Least Concern)
- Недостатъчно проучен (DD/Data Deficient)

Последните 3 категории в Червения списък от 1994 г. са обединени в общата категория Малък риск (LR/Lower Risk) с подкатегории:
- Зависим от опазване (LR/cd – Conservation Dependent)
- Потенциално застрашен (LR/nt – Near Threatened)
- Незастрашен (LR/lc – Least Concern)

## Световен комитет за защитени територии
Целта на комитета е да помогне за създаване и ефективно управление на представителна мрежа от защитени площи, като част от цялостната мисия на съюза.